# UFC Fight Night: Хант vs. Олейник
UFC Fight Night: Hunt vs. Oleinik (также UFC Fight Night 136) — турнир по смешанным единоборствам, проведённый организацией Ultimate Fighting Championship 15 сентября 2018 года в спорткомплексе «Олимпийский» в Москве, Россия.
В главном бою вечера россиянин Алексей Олейник встретился с новозеландцем Марком Хантом и выиграл у него с помощью удушающего приёма сзади в концовке первого раунда. Турнир посетили более 22,6 тысяч зрителей, что на тот момент сделало его пятым по посещаемости в истории UFC.

## Предыстория
Президент UFC Дэйна Уайт с 2014 года неоднократно говорил о желании провести турнир своей организации в России. Наконец, в январе 2018 года появилась информация о резервировании промоушеном арены СК «Олимпийский», а в мае турнир официально анонсировали. Организаторы задействовали только половину спорткомплекса, при этом было изменено размещение зрительских мест, и вместимость составила порядка 15 тысяч человек. Позже в связи с высоким спросом на билеты количество мест было увеличено до 22,6 тысяч.
Официально это не анонсировалось, но изначально организаторы планировали свести в главном бою вечера бывшего чемпиона в тяжёлом весе Фабрисиу Вердума с россиянином Алексеем Олейником. Однако 22 мая стало известно, что Вердум подозревается американским антидопинговым агентством USADA в нарушении антидопинговых правил, и его выступление на турнире оказалось под вопросом. 19 июля промоушен объявил о замене Вердума новозеландцем Марком Хантом, чемпионом Мирового гран-при К-1 2001 года, ранее претендовавшим на титул временного чемпиона UFC в тяжёлом весе. 11 сентября USADA анонсировала отстранение Вердума сроком на два года за использование анаболического стероида тренболона и его метаболитов.
Бой между Рустамом Хабиловым и Кайаном Джонсоном должен был пройти в марте на турнире UFC Fight Night 127 в Лондоне, однако Хабилов тогда снялся из-за травмы, и встреча между ними перенеслась в Москву.
Соперником Петра Яна изначально был назван Дуглас Силва ди Андради, но тот выбыл из карда 9 августа, сославшись на травму ступни. На замену вышел новичок организации Джин Су Сон.
На турнире планировалось выступление Кшиштофа Йотко, его соперником должен был стать Адам Яндиев. 16 августа Йотко снялся с турнира из-за травмы, и Яндиев вместо него встретился Джорданом Джонсоном.
Соперником Рамазана Эмеева изначально являлся Клаудиу Силва, но тот в начале сентября отказался от участия в турнире, сославшись на травму поясницы. Бойца в итоге заменил новичок UFC Стефан Секулич.
Также в начале сентября из карда турнира выбыл Омари Ахмедов, который должен был встретиться с Си Би Доллауэем. Ахмедова сразу же заменил только что подписавший контракт с организацией Артём Фролов. Тем не менее, буквально через три дня из-за травм Фролов так же вынужден был отказаться от выступления. В конечном счёте Доллауэй встретился с другим новичком Халидом Муртазалиевым.
Джин Су Сон и Майрбек Тайсумов не смогли уложиться в свои весовые категории — первый превысил лимит легчайшего веса на один фунт, тогда как второй на церемонии взвешивания показал превышение лимита лёгкого веса на пять фунтов. Их допустили к боям, но со штрафами в размере 20 % и 40 % от своих гонораров в пользу соперников.

## Результаты
| Категория                            |                    |      |                  | Способ                                      | Раунд | Время | Примечание |
| Основные бои (UFC Fight Pass)        |                    |      |                  |                                             |       |       |            |
| Тяжёлый вес                          | Алексей Олейник    | поб. | Марк Хант        | Сдача (удушение сзади)                      | 1     | 4:26  |            |
| Полутяжёлый вес                      | Ян Блахович        | поб. | Никита Крылов    | Сдача (треугольник руками)                  | 2     | 2:41  |            |
| Тяжёлый вес                          | Шамиль Абдурахимов | поб. | Андрей Орловский | Единогласное решение (29-28, 30-27, 30-27)  | 3     | 5:00  |            |
| Полусредний вес                      | Алексей Кунченко   | поб. | Тиагу Алвис      | Единогласное решение (30-27, 29-28, 29-28)  | 3     | 5:00  |            |
| Предварительные бои (UFC Fight Pass) |                    |      |                  |                                             |       |       |            |
| Средний вес                          | Халид Муртазалиев  | поб. | Си Би Доллауэй   | Технический нокаут (остановлен рефери)      | 2     | 5:00  |            |
| Промежуточный вес (62,1 кг)          | Пётр Ян            | поб. | Джин Су Сон      | Единогласное решение (30-27, 30-27, 29-28)  | 3     | 5:00  |            |
| Лёгкий вес                           | Рустам Хабилов     | поб. | Кайан Джонсон    | Раздельное решение (29-28, 28-29, 29-28)    | 3     | 5:00  |            |
| Промежуточный вес (73 кг)            | Майрбек Тайсумов   | поб. | Десмонд Грин     | Единогласное решение (30-27, 30-27, 30-27)  | 3     | 5:00  |            |
| Полутяжёлый вес                      | Магомед Анкалаев   | поб. | Марцин Прахнё    | Нокаут (удар ногой в голову и удары руками) | 1     | 3:09  |            |
| Средний вес                          | Джордан Джонсон    | поб. | Адам Яндиев      | Сдача (треугольник руками)                  | 2     | 0:42  |            |
| Полусредний вес                      | Рамазан Эмеев      | поб. | Стефан Секулич   | Единогласное решение (29-28, 30-27, 30-26)  | 3     | 5:00  |            |
| Легчайший вес                        | Мераб Двалишвили   | поб. | Террион Уэр      | Единогласное решение (30-25, 30-25, 30-25)  | 3     | 5:00  |            |

## Награды
Следующие бойцы были удостоены денежного бонуса в $50,000:
- Бой вечера: Пётр Ян (Джин Су Сон не получил бонус из-за проваленного взвешивания)
- Выступление вечера: Алексей Олейник, Ян Блахович и Магомед Анкалаев